# مناورات نسيم البحر (أوكرانيا - أمريكا)

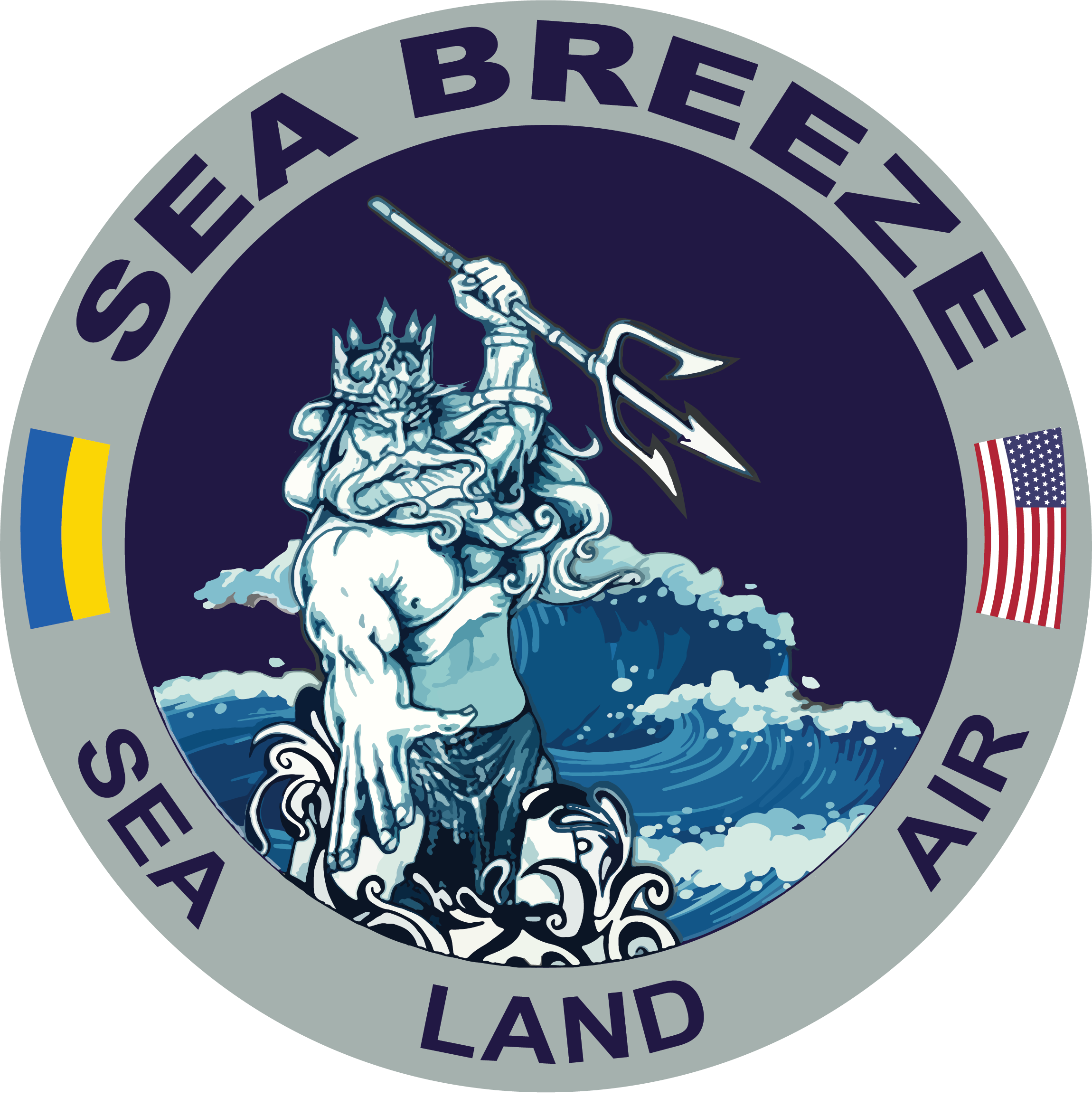
شعار مناورات نسيم البحر

مناورات نسيم البحر أو (بالإنجليزية: Sea Breeze Maneuvers)‏ هي مناورات عسكرية مشتركة تقام بين كل من أوكرانيا والولايات المتحدة الأمريكية.